# 埃尔斯特韦达
埃尔斯特韦达（德語：Elsterwerda）是德国勃兰登堡州的市镇，隶属于易北-埃尔斯特县，总面积为40.58平方千米，截至2020年总人口为7856人。